# Maria Antònia Massanet Mayol
Maria Antònia Massanet (Artá, Baleares, 1980) es una poetisa española.

## Biografía
Estudió primaria en el CEIP Na Caracol  y secundaria en el IES Llorenç Garcias y Fuente. Más tarde estudió Teoría de la Literatura y Literatura Comparada en la Universidad de Barcelona y un máster en estudios de género.
Es profesora de poesía en el Aula de Escritores de Barcelona y profesora de lengua y literatura catalana en un instituto de Cataluña.
Considerada como una de las voces más inconformistas e iconoclastas de la actual literatura balear.[cita requerida]
Coordina el ciclo de poesía La Poeteca, en Barcelona, y es organizadora del Festival PoésArt de Mallorca.
Colaborando con el grupo 'Texturas', ha creado el espectáculo 'Latidos', basado en su poemario Latido.

## Obras
- Aves de rebaño (Adia Edicions, 2019)[7][8]
- Kiribati (Adia Edicions, 2015)
- Batec (Curbet Edicions, 2014)
- Latido (2014)
- El muelle del hueso (2012)

También ha publicado poesía en Lectora: revista de mujeres y textualidad (2007).

## Premios y reconocimientos
En 2006 ganó el Art Jove con el libro Disseccions emocionals de poesía en catalán.